# Oratorienchor St. Gallen
Ursprung des heutigen Oratorienchores St. Gallen ist das 1620 von acht Gymnasiasten gegründete collegium musicum civitatis sangallensis. Die Chorgeschichte ist lückenlos dokumentiert, so dass der St. Galler Oratorienchor als einer der ältesten deutschsprachigen Chöre bezeichnet werden kann. Seit über 150 Jahren richtet er die Palmsonntagskonzerte aus, die zum festen Bestandteil der St. Galler Musikkultur zählen.

## Geschichte

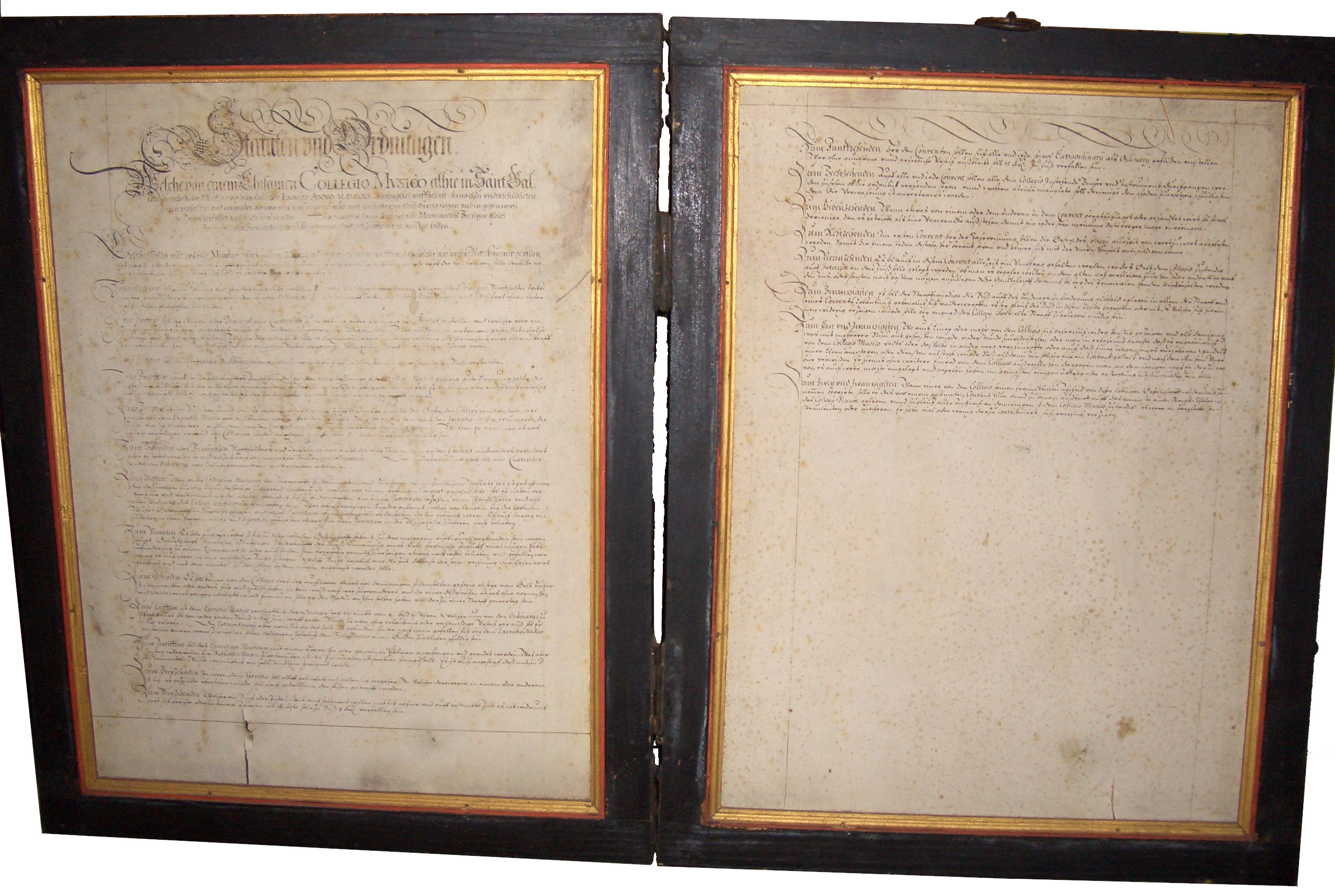
Statutentafel 1621 – collegium musicum civitatis sangallensis

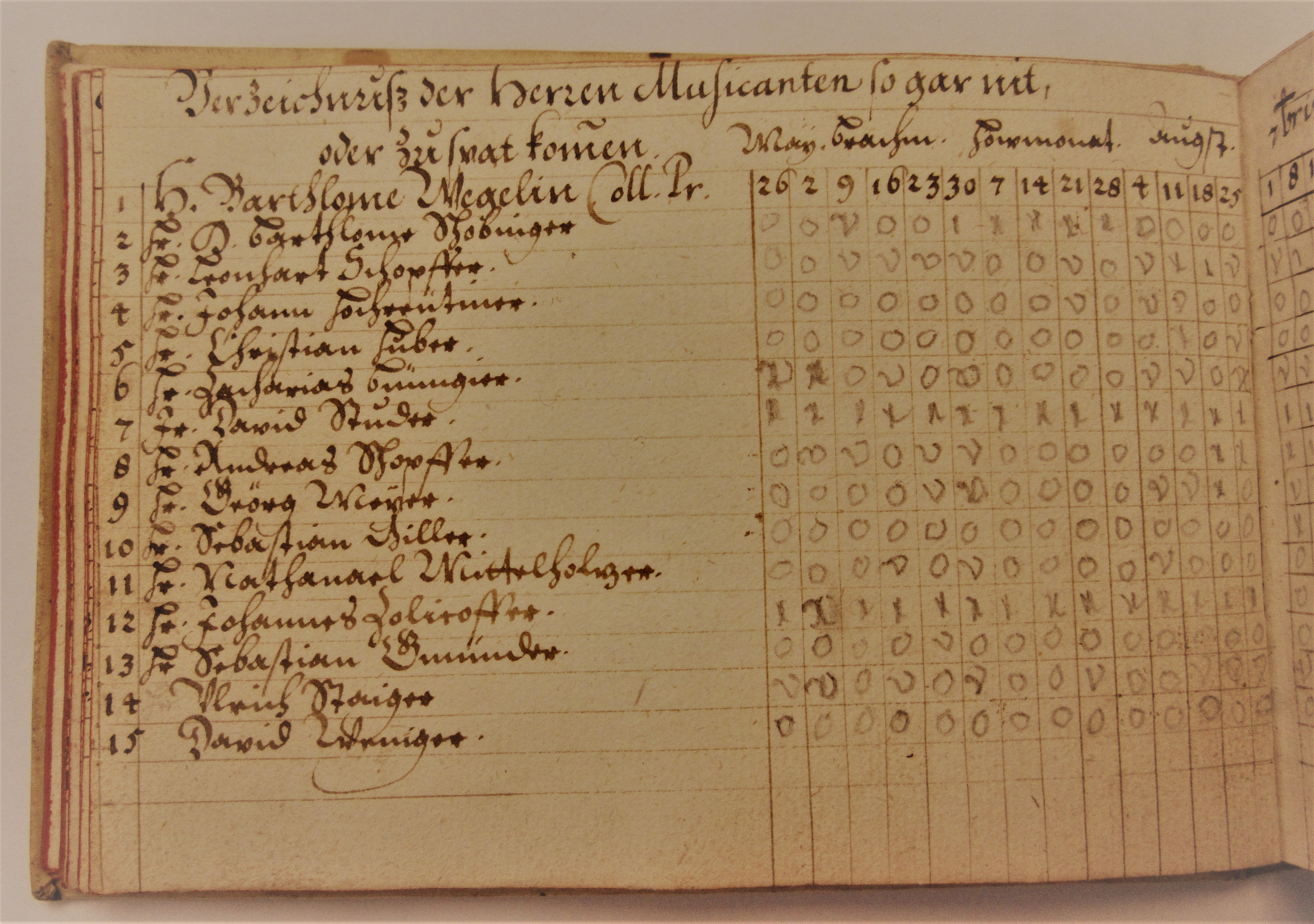
Absenzenbuch 1656 – collegium musicum civitatis sangallensis

### Gründungsgeschichte
Das collegium musicum civitatis sangallensis wurde 1620 von acht namentlich bekannten jungen Männern im Alter von 16 bis 18 Jahren gegründet. Die Satzung vom 7. November 1621 ist bis heute erhalten geblieben und etablierte die Gruppe als Verein. Die Mitglieder trafen sich alle Tage (ausser Sonnabend) nach 16 Uhr im Hause des Stadtarztes Schobinger. Erhalten geblieben sind verschiedene Bussenreglemente und über viele Jahre korrekt geführte Absenzverzeichnisse, die dokumentieren wie ernsthaft und streng die Probendisziplin gehalten wurde. Über die ersten Jahrzehnte wurden nicht nur Madrigale gesungen, sondern auch instrumentale Werke geübt und im kleinen privaten Kreis konzertiert. Die Dokumente späterer Jahrzehnte erzählen vom wechselvollen Geschick der Stadt und einer musikalischen Gesellschaft, die, von grossen Seuchenzügen unterbrochen, doch immer wieder den Faden aufgenommen hat.

### Die ersten 200 Jahre
Das collegium spielte in der Entwicklung des kirchlichen Gesangs in der Stadt St. Gallen eine herausragende Rolle. Im Laufe der Zeit wurden die Proben allerdings seltener, dafür wuchs der Teilnehmerkreis über die Mauern der Stadt hinaus und zählte auch Mitglieder von Chur bis Schaffhausen.
Nach einer existentiellen Krise wurde 1651 ein neuer Anlauf genommen, dessen neue Satzung bis 1806 Gültigkeit behielt. Während das erste Collegium den gehobenen Ständen vorbehalten war, konnten neu auch Handwerker mittun. Es wurde nun als bürgerliches collegium bezeichnet. Die gesellschaftliche Rolle dieses Collegiums umfasste nun nicht mehr nur kirchlichen Gesang, sondern bestand auch im Veranstalten von Konzerten und Festen. Da die streng reformierte Stadt immer wieder Phasen durchlief, in denen Feste und Feiern verpönt oder gar verboten waren, dehnte man die Anlässe, zu denen jetzt auch Frauen als Hörerinnen und Gastgeberinnen zugezogen wurden, auf die Umgebung (extra mures) aus, wo manches Mitglied der Vereinigung einen kleinen Landsitz oder ein Schlösschen besass.

### Von Napoleon bis zum Ersten Weltkrieg (3. Jahrhundert des Chores)
Mit Napoleon Bonaparte und dem Zusammenbruch des Ancien Régime änderte sich die gesellschaftliche Situation auch in St. Gallen. Die napoleonischen Umbrüche und der aufklärerische Geist, der in St. Gallen als aufstrebender Industrie- und Handelsstadt viele Anhänger fand, ermöglichte auch die Öffnung der bisher streng auf protestantische Mitglieder begrenzten Vereinigung für katholische und jüdische Mitglieder. Dies führte aber zu Zwisten zwischen jenen, die die alte Ordnung wieder beleben wollten und den Neuerern. So kam es zu Umgruppierungen, die in den Zusammenschluss der Erneuerer unter dem Namen «Musikgesellschaft auf der Altschneiderzunft» mündeten. Der Gymnasiallehrer Peter Scheitlin, der auch wesentlicher spiritus rector in anderen kulturellen Institutionen der Stadt wurde, reorganisierte die Chorvereinigung. Er gab der neu belebten Institution eine stringente Verfassung. Er interessierte sich auch für die Vorgeschichte dieser Sängerbewegung, zu der er eine umfangreiche Broschüre herausgab.
Das 19. Jahrhundert wird auch als Jahrhundert der Vereine bezeichnet. Überall organisierten sich Menschen zu ihrer Selbstentfaltung. Neben Turn- und Tanzvereinen entstanden auch verschiedene Gesangsvereine, unter andern auch ein Eisenbahnerchor usw. Vielfalt erblühte auch in den musikalischen Ausrichtungen. Neben geistlichen Werken kam das Singen von säkularen Gesängen und Volksliedern auf.
Die Vereine spielten auch eine grosse Rolle im beginnenden schweizerischen Nationalgefühl. Der Verein, der nun neu «Singgesellschaft zum Antlitz» hiess, organisierte Freundschaftstreffen von Genf bis Mülhausen im Elsass und darüber hinaus. Kantonale und nationale Sängerfeste wurden initiiert oder mindestens mitorganisiert. Auch Sängerfahrten durch ganz Europa sind in Reiseberichten und vielen Korrespondenzen dokumentiert.
1845 wurde in der Stadtkirche St. Laurenzen das erste Palmsonntagskonzert zusammen mit dem Sängerverein Frohsinn – unter Beizug eines Frauenchors – ausgerichtet. Mit dem monumentalen Oratorium «Paulus» von Felix Mendelssohn Bartholdy begründeten die Chöre diese Tradition, die bis heute vom inzwischen vereinigten Chor fortgeführt wird. Im Rahmen der ersten Palmsonntagskonzerte stellte sich auch die Frage des begleitenden Orchesters. Aus verschiedenen Formationen, bei denen zu Beginn auch noch etliche Dilettanten mitmusizierten, erwuchs 1877 das Orchester des Konzertvereins St. Gallen, das heutige Sinfonieorchester St. Gallen. Der Chor darf sich als Mitinitiator zur Gründung des professionellen St. Galler Orchesters betrachten.
Die Tradition der Palmsonntagskonzerte konnte nahezu lückenlos bis heute durchgeführt werden. Selbst während der Kriege in Europa fanden sie immer statt. Nur zur Feier des 300-Jahrjubiläums 1920 kam es durch den Seuchenzug der Spanischen Grippe zu einem Ausfall. Das sollte sich 100 Jahre später aufgrund der Corona-Epidemie wiederholen.

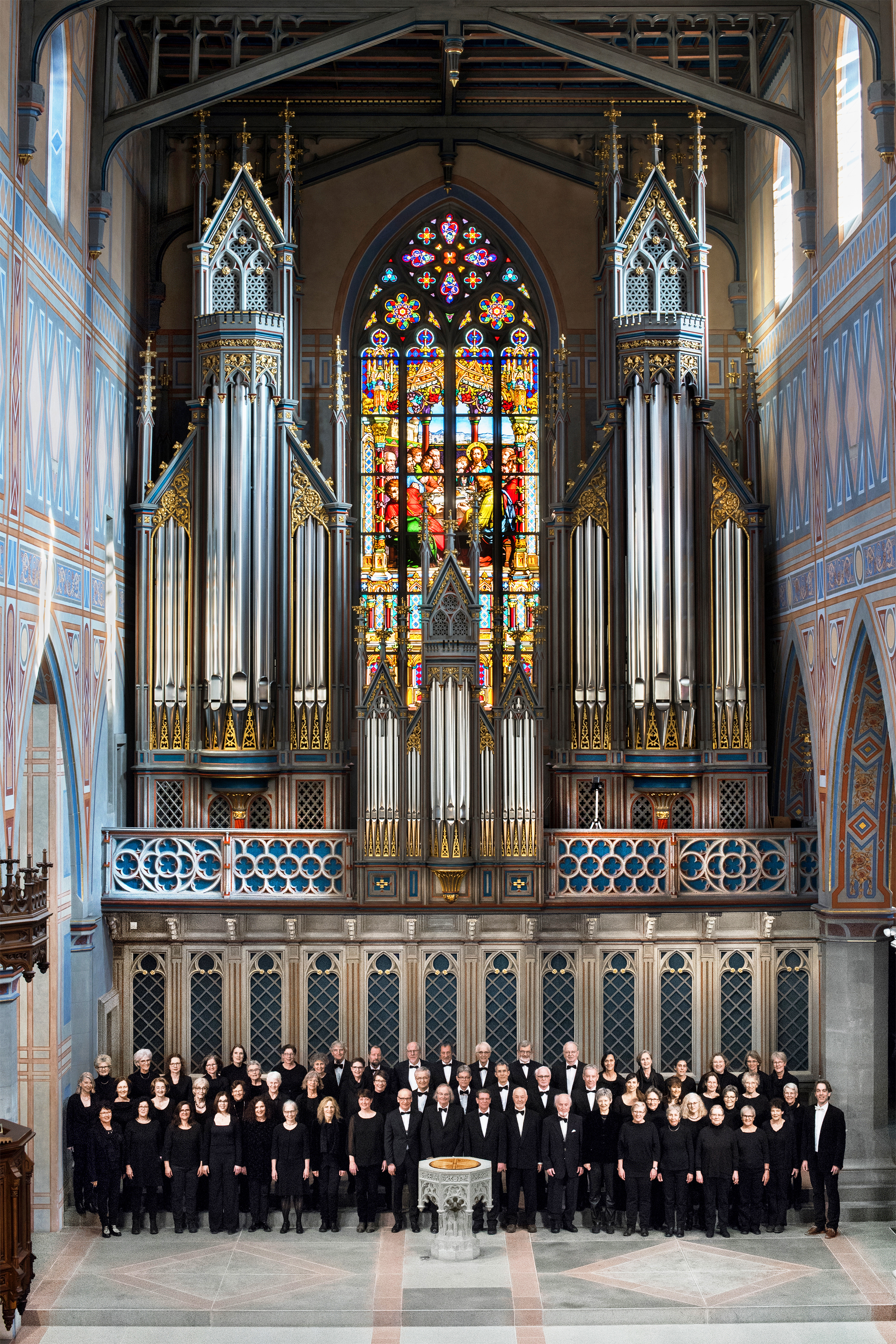
Der Oratorienchor St. Gallen im Jahr 2018

### Nach dem Ende des Ersten Weltkriegs bis zur Gegenwart
Nach dem Einbruch durch den Ersten Weltkrieg und den für den Chor fast noch gravierenderen Grippewinter 1920 erneuerte sich das Chorleben markant. Initiative Präsidenten und Vorstandsmitglieder kurbelten das Vereinsleben kräftig an. Es gab verschiedene Gremien und Formationen. Einige vereinigten sich zur Pflege der Männerchorliteratur selbständig innerhalb des Vereins. Kommissionen kümmerten sich um Chorreisen, Zusatzkonzerte, Bälle und um ein eigenes Vereinsblatt, das ab 1921 über 75 Jahre lang 4 mal pro Jahr erschien. Die Inserate in der Publikation lesen sich heute wie ein "who was who" in der Geschäftswelt St. Gallens im 20. Jahrhundert und trugen einen schönen Teil zur Finanzierung der Konzerte bei. Inhaltlich gibt es neben den Vereinsinterna einiges Wissenswertes zu zeitgenössischen Kompositionen und zu Biografien von Komponisten und Musikern jener Zeit zu lesen.
Gut dokumentiert ist die Chorgeschichte durch Jubiläumsschriften, die ab dem 200-Jahr-Jubiläum alle 50 Jahre die Entwicklung nachzeichnen. Diese Quellen halfen auch das Jubiläumsbuch 2020 zu gestalten, das unter dem Titel «aussergewöhnlich, lebendig, verankert» im Handel ist. Leider wiederholte sich die Seuchengeschichte mit der COVID-19-Pandemie, so dass zwar die Buchvernissage im Jubiläumsjahr gerade noch stattfinden konnte, das Jubiläums-Palmsonntagskonzert aber um 3 Jahre verschoben werden musste. Im September 2020 konnte wenigstens die Jubiläumsausstellung mit guter Resonanz beim Publikum und in der Presse durchgeführt werden. Neben Erinnerungsstücken aus den 400 Jahren Chorgeschichte konnten auch Hörproben von Konzerten des Oratorienchores aus den letzten Jahrzehnten abgerufen werden.
Am 1. und 2. April 2023 konnte die Festaufführung mit der zu diesem Anlass komponierten Uraufführung stattfinden. Alfons Karl Zwickers Vertonung von Nelly-Sachs-Texten «Ohr der Menschheit – würdest du hören?» tönt heute wie ein prophetischer Hinweis auf die Aktualität. Mit dem Deutschen Requiem von Johannes Brahms zusammen spannte das Jubiläumskonzert den Bogen zur letzten Jahrhundertfeier 1921, die dieses Werk ebenfalls zu Gehör brachte.

### Fusionen und Namensänderungen
Um die Mitte des 19. Jahrhunderts existierten in St. Gallen um die 700 Vereine. Davon waren 42 Chöre und 8 Musikvereinigungen. Etliche Sänger engagierten sich in verschiedenen Chören zur selben Zeit, andererseits machten sich diese auch gegenseitig Sänger abspenstig. Es gab ein ständiges Auf und Ab der Mitgliederzahlen, so dass viele Vereine nur eine kurze Lebensdauer hatten. Andere sahen die Zukunft nur im Zusammenschluss mit anderen Gruppierungen. Dies führte zu erheblichen Kämpfen, welche Namen überleben und wer seinen Namen opfern muss. Ein anderes wiederkehrendes Thema war die Fusion der Kassen.
Der Name «Musikgesellschaft auf Altschneiderzunft» musste gewechselt werden, da das namensgebende Probenlokal auf «Haus zum Antlitz» umbenannt wurde. So hiess der Chor neuerdings denn auch «Singgesellschaft zum Antlitz».
Die Zusammenarbeit im Rahmen der Palmsonntagskonzerte führte dazu, dass sich die Chöre – zusammen mit dem Männerchor «Stadtsängerverein» – unter dem neuen Namen «Stadtsängerverein – Frohsinn» zusammenschlossen. Der Namensteil «Frohsinn» wurde Mitte des 20. Jahrhunderts offiziell fallengelassen, obwohl er unter Sängerinnen und Sängern weiterhin meist nur «der Frohsinn» genannt wurde. Anfang des 21. Jahrhunderts erschien der Name «Stadtsängerverein» fehl am Platz. Erstens waren mindestens so viele Sängerinnen im Verein aktiv wie Sänger. Zweitens assoziieren die meisten mit diesem Namen eher einen Männerchor, der Volkslieder singt. Also wurde der uralte Traditionschor erneut umbenannt und damit zum «Oratorienchor St. Gallen».

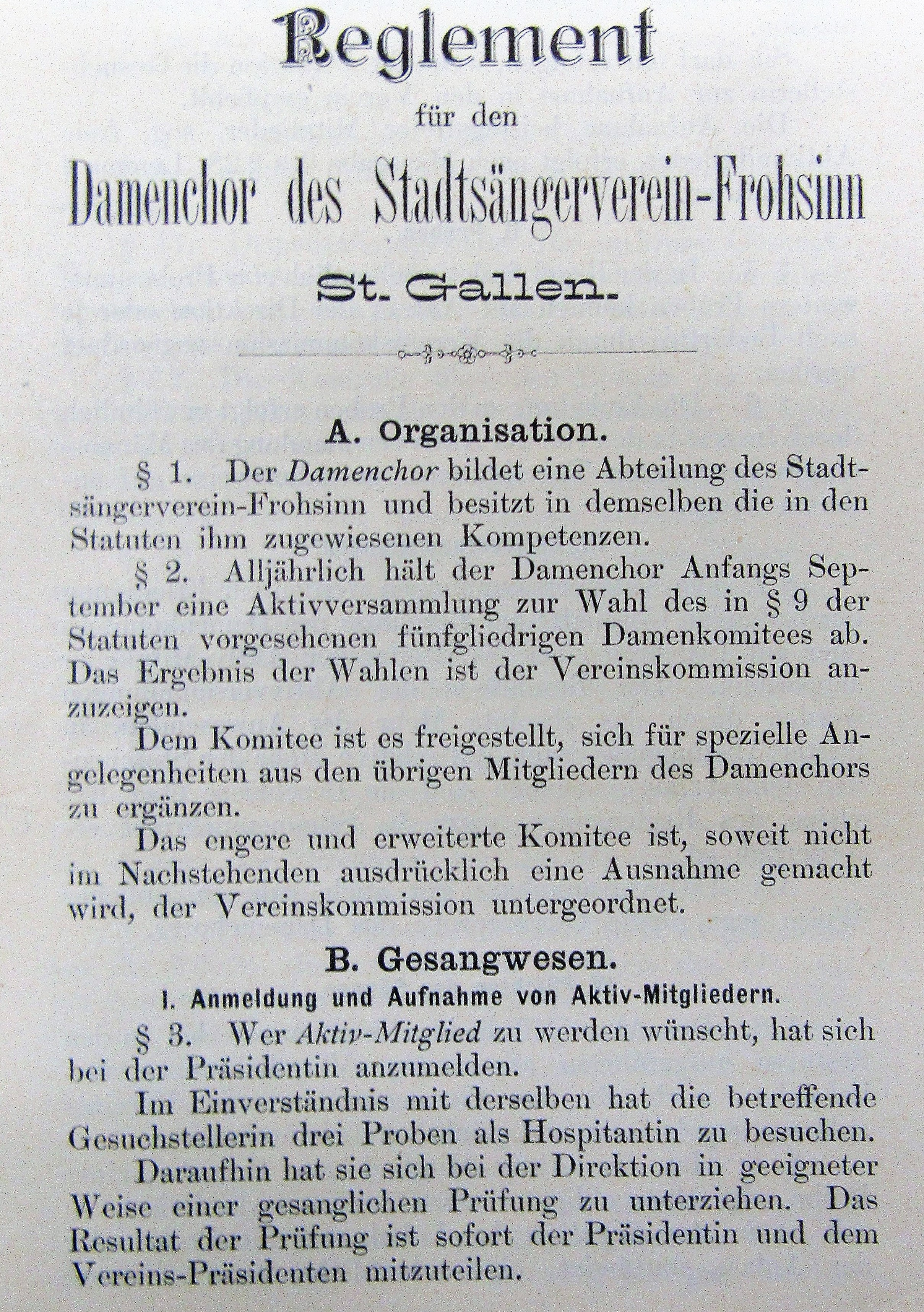
Statuten Damenchor 1897 – Stadtsängerverein Frohsinn

### Die Stellung der Frauen
Schon zur Gründerzeit des Chores wirkten Frauen im Hintergrund und als Gesellschafterinnen bei den «Musikmahlen» auf dem Lande mit. Ob sie mitsingen durften ist nicht überliefert. Aber 1642 wird vom Zuzug der Frauen «unter gesanglicher und instrumentaler Betätigung zur Hebung der öffentlichen und Schul-Gottesdiensten» berichtet. Offen ist, ob sie später und in welcher Form auch teilnehmen durften.
In den von Peter Scheitlin 1815 ins Leben gerufenen wissenschaftlichen Vereinigungen kann von einer Frauenbeteiligung keine Rede sein. In den musikalischen Veranstaltungen fand sie aber früh schon in Untersektionen einen Platz. Gemeinsame Proben mit Männern sind erst viel später dokumentiert. Im Allgemeinen wurde separat – oft unter demselben Dirigenten – geprobt und die Register erst für eine Aufführung zusammengefügt. 1856 bekam der Frauenchor des Stadtsängerverein-Frohsinn eigene Statuten. Sie hatten – für diese Zeit fortschrittlich – eigene Präsidentinnen, wenn auch unter der Kontrolle des Hauptvorstandes der Herren. Erst nach dem Ersten Weltkrieg regte sich dagegen Widerstand. Die Abnahme der Probendisziplin wurde auf das mangelnde Mitspracherecht im Gesamtchor zurückgeführt: «Nur wer Rechte hat, nimmt es mit Pflichten genau». Allerdings ist das Problem des mangelnden Probenbesuches – und gelegentlich auch mangelnder Ernsthaftigkeit – auch in den Männerchören ein immer wiederkehrendes Dauerthema in den Vorstandsprotokollen.
Neben der musikalischen Aktivität spielt das Vereinsleben zunehmend eine grosse gesellschaftliche Rolle. So waren der Frohsinnball und der Fasnachtsball jahrzehntelang städtische Ereignisse. Entsprechend bedeutend war der Verein auch als Kontaktmöglichkeit zwischen den Geschlechtern. Dies unterstützte auch die Anziehung für junge Sängerinnen und Sänger.

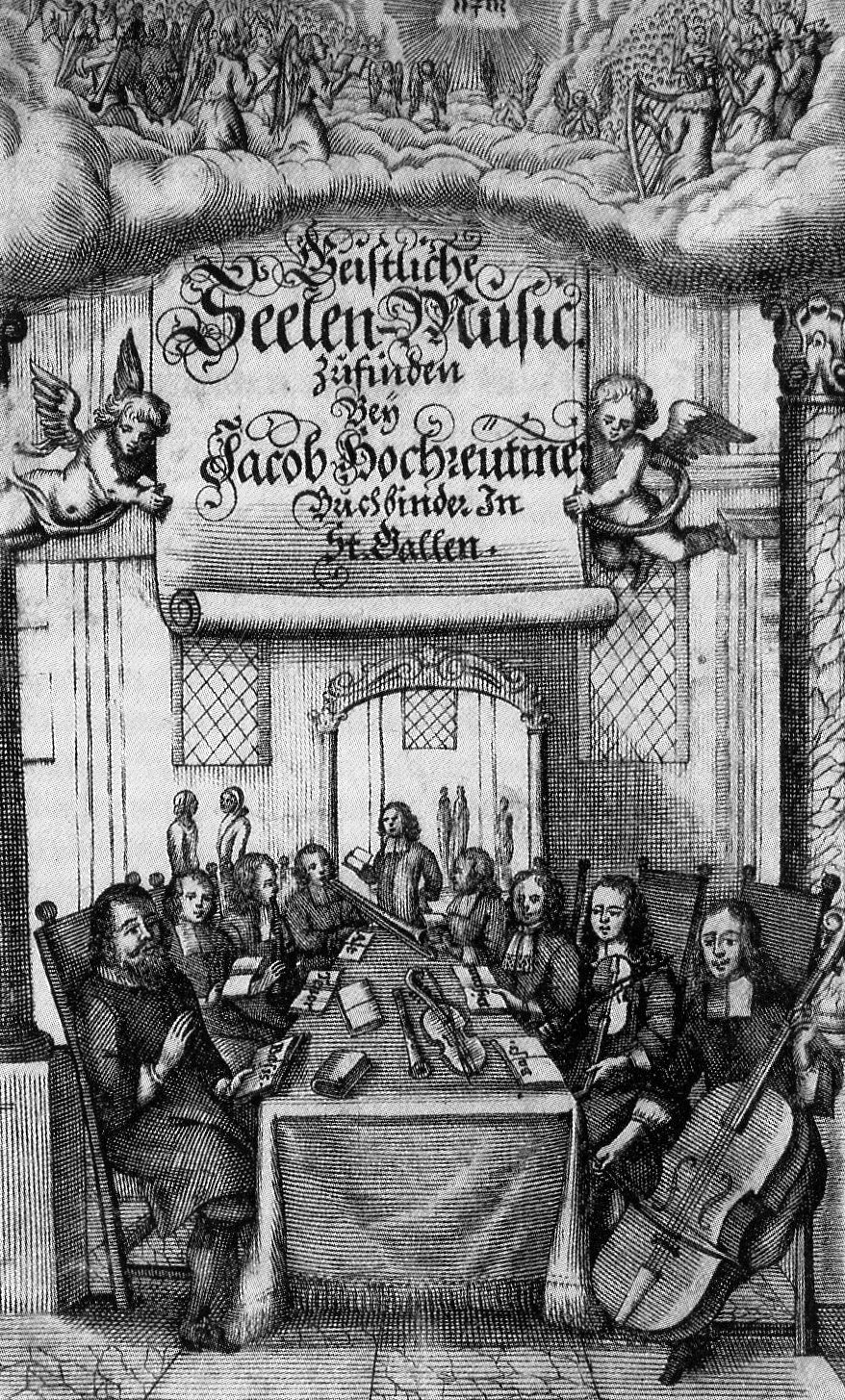
Gesangsbuch Geistliche Seelen-Musick von Jacob Hochreutiner

### Werkauswahl
Zur Gründungszeit standen geistliche Werke – meist zur Unterstützung der Gottesdienste – im Zentrum. Ein «Verzeichnis der Bücher und Instrumente» von 1651 versammelt etliche Psalmenbücher und den «Lobwasser» als Eigentum der Gesellschaft. Später kamen auch damals moderne Kompositionen hinzu, z.B. Madrigali de Venosa von Carlo Gesualdo. Auch Festgesänge wie z.B. der «Hochzeitsgesang» aus der Sammlung «Neuvermehrte geistliche Seelen-Musick» von Jacob Hochreuthiner (1753) finden Eingang. Im 18. Jahrhundert dominierten pietistische Gesänge.
Ab der Erneuerung 1820, dem mit einer Chronik gefeierten 200. Geburtstag des Chores, zeigen die Annalen der Chorentwicklung, dass bis weit ins 20. Jahrhundert die Werkauswahl meist auch zeitgenössisch war. Regelmässig wurden Werke für gemischten Chor aufgeführt. Daneben gab es bis Mitte 20. Jahrhundert immer parallel dazu auch eigene Konzerte des Damenchores und des Männerchores, oft Benefizveranstaltungen. Etliche Konzerte, später vor allem auch Oratorien, Messen und Requien werden kurz nach den Uraufführungen auch in St. Gallen vom Chor aufgenommen. Die grösste Vielfalt an Werken, die zeitweise auch das volksmusikalische Repertoire umfasste, fand sich im 19. Jahrhundert.
Mit der Etablierung der Palmsonntagskonzerte wurden die grossen abendfüllenden Werke von Mendelssohn, Bach, Haydn, Händel, Brahms, Verdi usw. zu den Höhepunkten der Auftritte. Ein Werkverzeichnis ist auf der Homepage des Chores aufgeschaltet.

## Archive des Chores
Der Oratorienchor St. Gallen besitzt zwei wertvolle Archive:

### Im Stadtarchiv St. Gallen
Die Sammlung der Protokolle, schriftlichen Dokumente und eine bedeutende Bilder- und Fotosammlung zur Chorgeschichte befindet sich im Stadtarchiv der Stadt St. Gallen. Sie bildet einen historisch wertvollen Fundus nicht nur für die Vereins- sondern auch für die Stadtgeschichte. Sammlungen von Partituren und Konzertplakaten befinden sich dort.
Besonders erwähnenswert ist das sogenannte «Ehrenbuch», in das seit 1923 alle Ereignisse eingetragen sind, insbesondere auch teilweise hervorragend gestaltete Grafiken zu den einzelnen Konzerten, aber auch Unterschriften und Widmungen aller Dirigenten, Solistinnen und Solisten sowie von namhaften Ehrengästen der Kulturszene, des Militärs und der regionalen und nationalen Politik. Das Ehrenbuch wird bis heute fortgeführt.

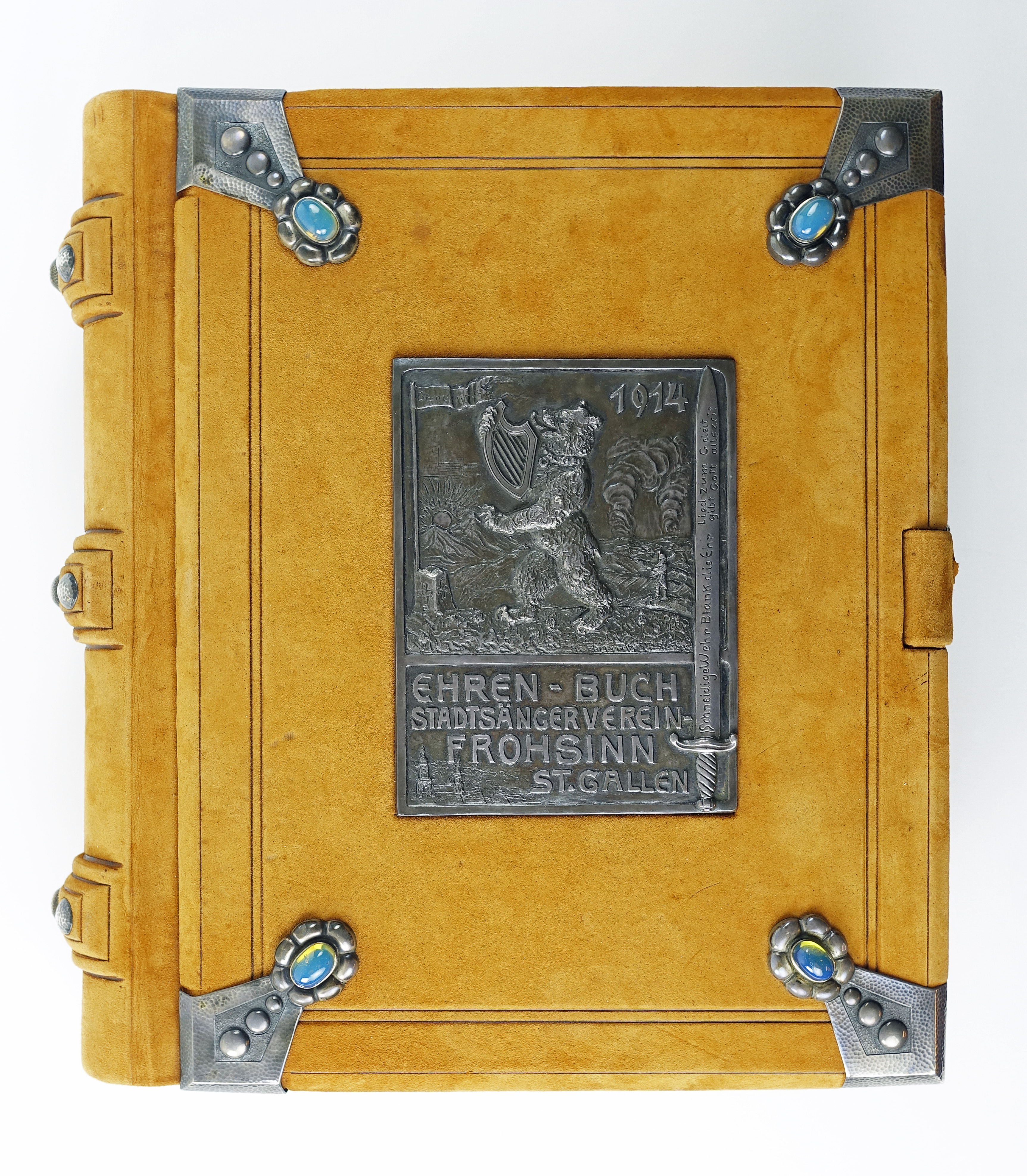
Das Ehrenbuch des Sängervereins Frohsinn
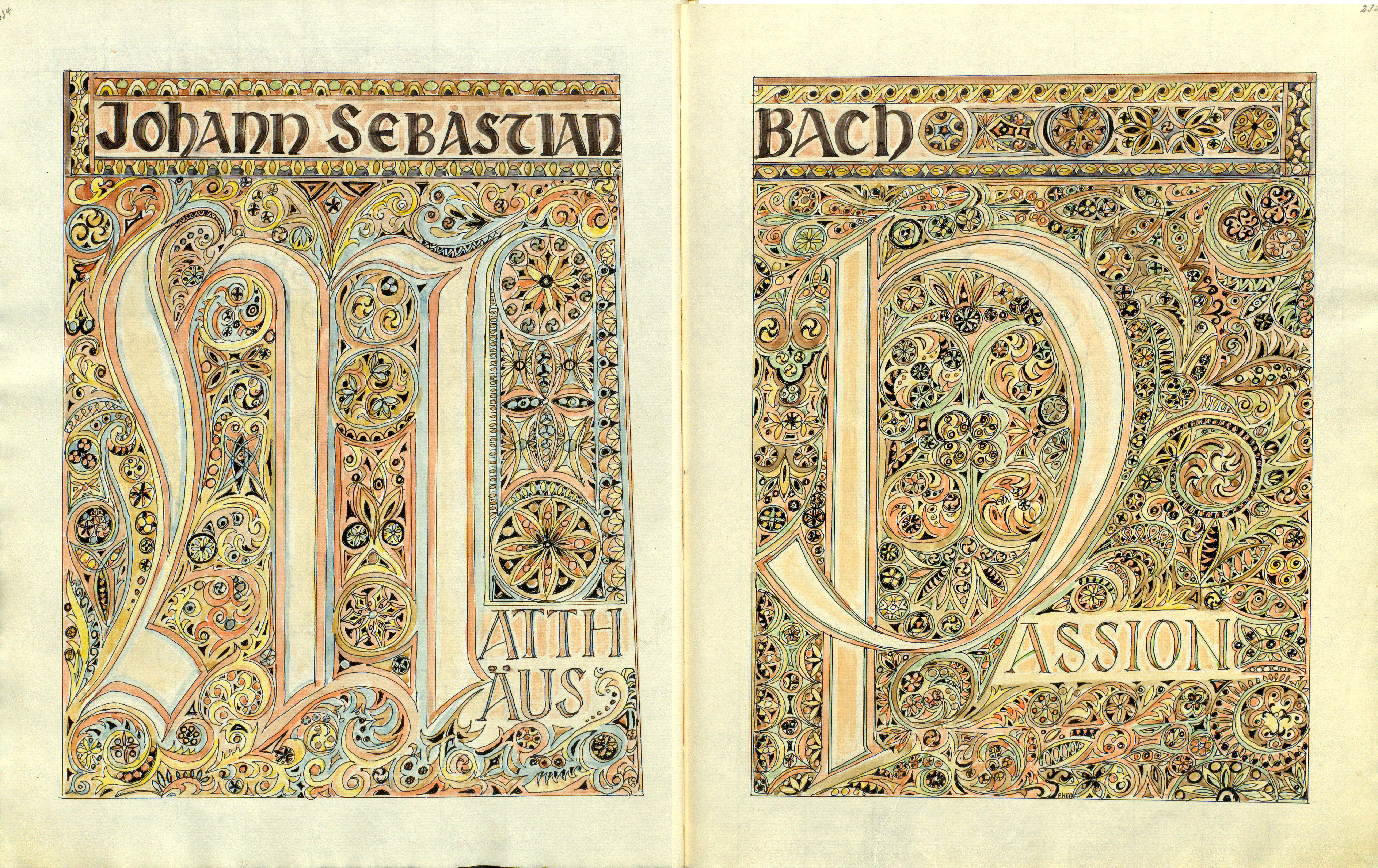
Eintrag zur Matthäuspassion
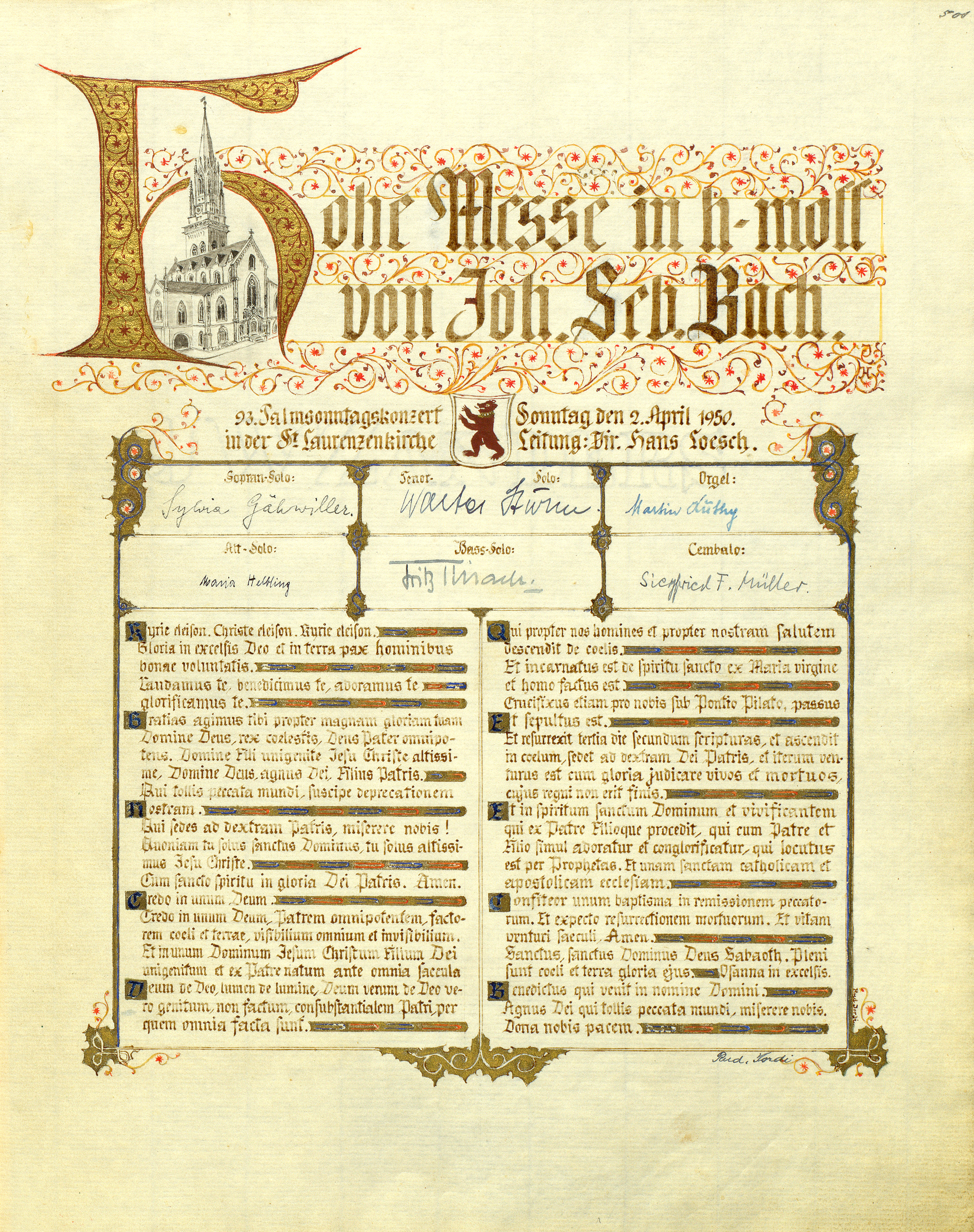
Eintrag im Ehrenbuch des Gesangsvereins Frohsinn St.Gallen

### Im Kulturmuseum St.Gallen
Der Chor besitzt einen reichen Schatz an Objekten. Vor allem im 19. bis ins 20. Jahrhundert waren Fahnen, Medaillen und teils gar Fähnrich-Uniformen die Zier des Auftrittes. Verdienstvolle Aktive erhielten Ehrenbecher oder Gedenkmünzen. An Sängerfesten wurden Siegeskränze oder Statuetten gewonnen. Auch Freundschaftsbecher oder Glasfenster befreundeter Chöre von Bern bis Hamburg lagern im Depot. Auch die wertvolle Holztafel von 1621, als verschliessbare zweiflüglige Hängebild, auf der die ersten Statuten eingetragen sind, ist dort verwahrt.
Historisch wertvolle Objekte sind im Kulturmuseum St. Gallen. Weitere Objekte sind im Stadtarchiv der Stadt St. Gallen.

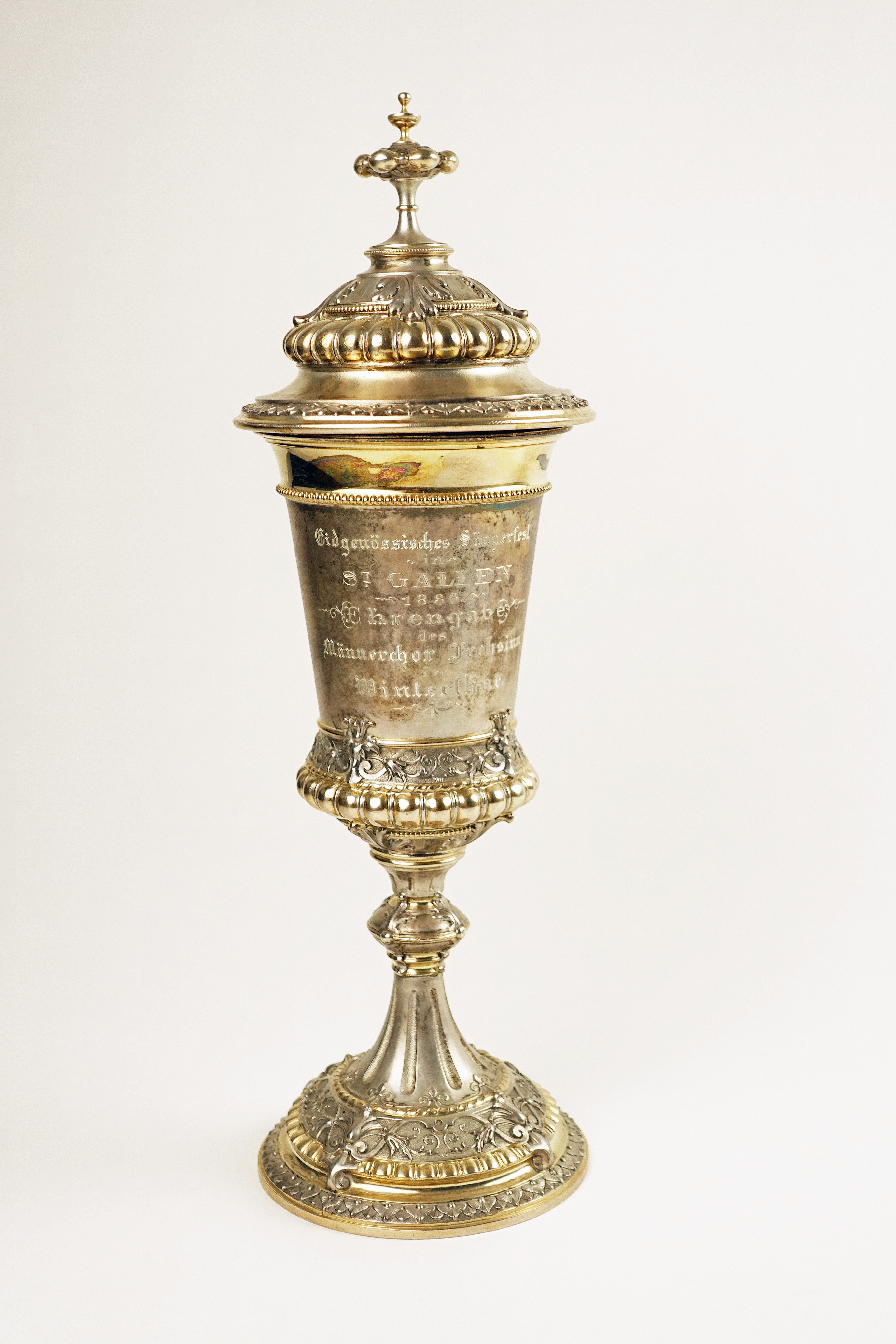
Ehrengabe des Männerchor Frohsinn Winterthur zum Eidgenössischen Sängerfest St. Gallen 1886
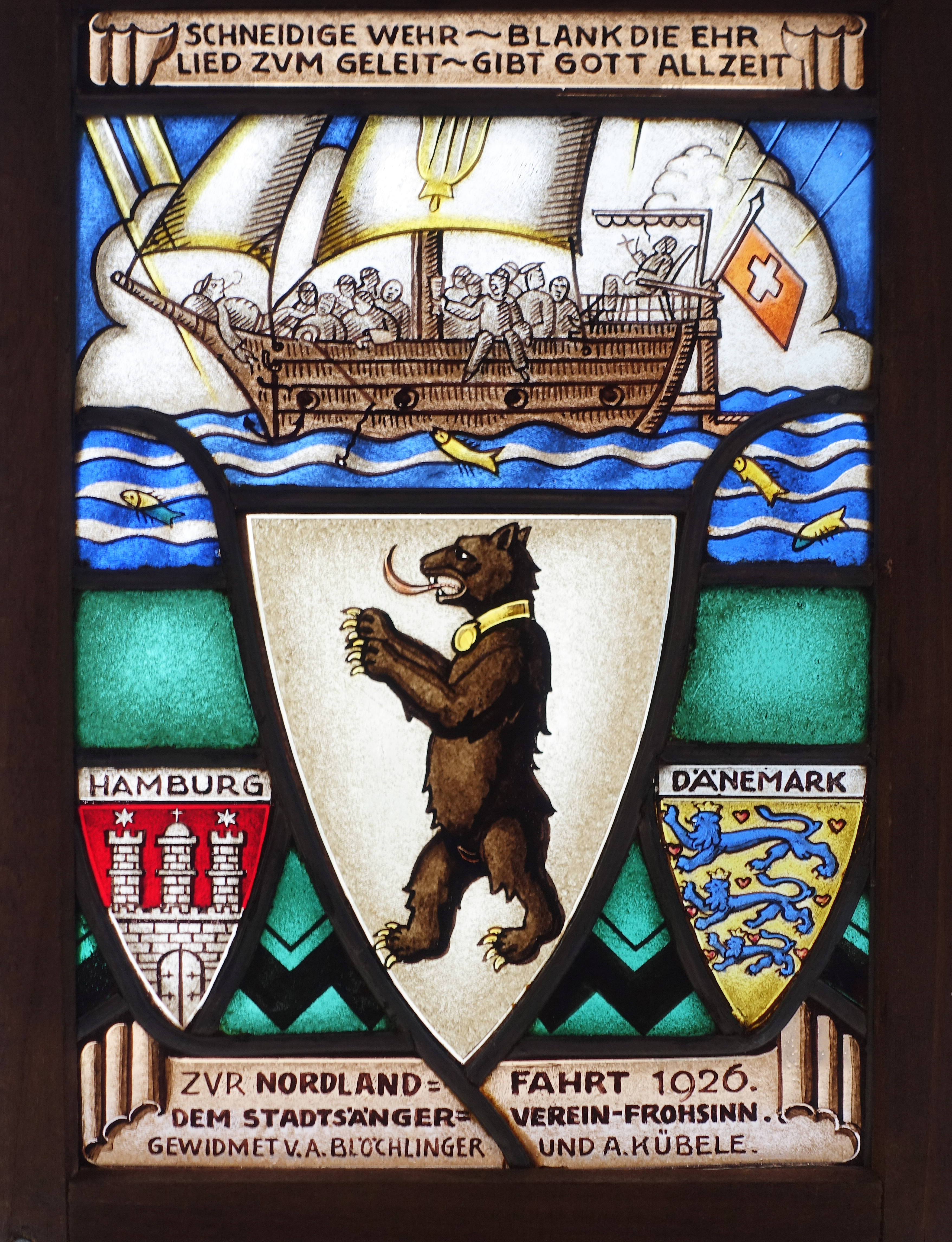
Glasfenster zur Chorfahrt des Chors Frohsinn St. Gallen von 1926

## Verzeichnis der Dirigenten
- 1838 – 1850 verschiedene Dirigenten u.a. Carl Greith / Riedel
- 1850 – 1862 Bernhard Bogler
- 1864 – 1866 Hugo von Senger
- 1866 – 1869 Gustav König
- 1870 – 1886 verschiedene Dirigenten u.a. C. Greith, G. König, B. Bogler
- 1882 – 1886 Albert Meyer
- 1887 – 1920 Paul Müller
- 1920 – 1927 Walter Müller
- 1929 – 1954 Hans Loesch
- Gastdirigenten: Othmar Schoeck 1921, 1932, 1939, 1941
  - Volkmar Andreae 1945
  - Carl Schuricht 1948
- 1955	Hans Münch
- 1955	Giovanni Bria
- 1956 – 1959 Jakob Kobelt
- 1960 – 1972 Etienne Krähenbühl
- 1972 – 2009 Eduard Meier
- Ab 2009 Uwe Münch